# Rubén Ayala
Rubén Hugo Ayala (Santa Fé, 8 de janeiro de 1950) é um ex-futebolista argentino que competiu na Copa do Mundo FIFA de 1974.

## TÍTULO
Atlético de Madrid : COPA INTERCONTINETAL 1974